# Imad Fattal
Imad Fattal (* 3. September 1982) ist ein Schweizer Basketballfunktionär und ehemaliger -spieler.

## Leben
Fattal, Sohn aus Syrien stammender Eltern und dessen Mutter Basketball-Nationalspielerin ihres Heimatlandes war, spielte als Heranwachsender Fußball und Basketball. Er wuchs in Genf auf, nach der Trennung seiner Eltern von seiner alleinerziehenden Mutter großgezogen. Die Fernsehübertragungen der US-Nationalmannschaft bei den Olympischen Spielen 1992 („Dream Team“) gaben seiner Basketball-Leidenschaft einen entscheidenden Schub.
Fattal, ein 1,82 Meter großer Aufbauspieler, wurde in die Schweizer Jugendnationalmannschaft bestellt. Später war er auch Mitglied der Herrennationalmannschaft. Auf Vereinsebene spielte er in der Nationalliga A für den BBC Nyon, 2004 wechselte er zum Ligakonkurrenten Geneva Devils. Früh widmete er sich zu Lasten des Leistungssports ganz seinem Studium der Rechtswissenschaft an der Université de Genève. Fattal wurde Anwalt.
Er brachte sich in die Arbeit eines Ausschusses ein, der 2010 durch einen Zusammenschluss der Genève Devils und MGS Grand-Saconnex die Lions de Genève gründete. Fattal wurde Vorsitzender des Vereins. In seiner Amtszeit wurde die Mannschaft 2013 und 2015 Schweizer Meister, 2014, 2017 und 2021 Schweizer Pokalsieger, 2013, 2015, 2019 und 2021 Ligapokal-, sowie 2017, 2018 und 2019 Supercup-Sieger. Am Ende der Saison 2021/22 trat Fattal nach zwölfjähriger Amtszeit als Vorsitzender der Lions de Genève zurück.
Mitte Dezember 2022 wurde er Vorsitzender der Fondation du Stade de Genève, Alleineigentümerin des Stade de Genève.